# Бахтин, Анатолий Иванович
Анатолий Иванович Бахтин (29 июля 1928, Ачинск, Красноярский край — 16 января 1979) — один из организаторов мостостроения, лауреат Ленинской премии (1962).

## Биография
Окончил Новосибирский институт военных инженеров железнодорожного транспорта (1951).
В 1951—1979 годах работал в тресте «Мостострой № 2»: мастер, прораб, начальник монтажного цеха, начальник участка, с 1961 по 1968 год — начальник мостоотряда № 7, с 1968 — управляющий трестом.
Под его руководством построено более 100 мостов, включая мосты через Обь, Енисей. Ангару, Иртыш, Томь, и многие другие на ж.-д. линиях Тюмень — Сургут — Уренгой, Хребтовая — Усть-Илимск, Решсты — Богучаны, Норильск — Дудинка, Локоть — Малиновое Озеро и т. д.
Умер в 1979 году. В Новосибирской энциклопедии датой смерти указано 16 января 1979 года, некролог опубликован в «Советской Сибири» 19 июня 1979 года. Возможно, в книге опечатка, и дата смерти — 16 июня 1979 года.

## Семья
Сын — профессор Сергей Анатольевич Бахтин.

## Награды
В 1962 году получил Ленинскую премию за сооружение мостового перехода через реку Енисей в Красноярске. Заслуженный строитель РСФСР (1978).
Награждён орденами Ленина (1975), Трудового Красного Знамени (1971), «Знак Почёта» (1968), двумя медалями.